# Tiga (wyspa)
Tiga (Tokanod) – jedna z wysp w archipelagu Wysp Lojalności w Nowej Kaledonii na Oceanie Spokojnym. Położona 35 km od wyspy Lifou i 24,5 km od wyspy Maré. 

## Przynależność administracyjna
Według podziału administracyjnego Nowej Kaledonii wyspa należy do gminy Lifou, która jest częścią jednej z trzech nowokaledońskich prowincji - Wysp Lojalności (fr. Province des îles Loyauté). 

## Geografia
Powierzchnia wyspy wynosi 10 km² (6 km długości i 2 km szerokości). Maksymalna wysokość wynosi 76 m n.p.m.